# Liste der Baudenkmäler in Wegscheid

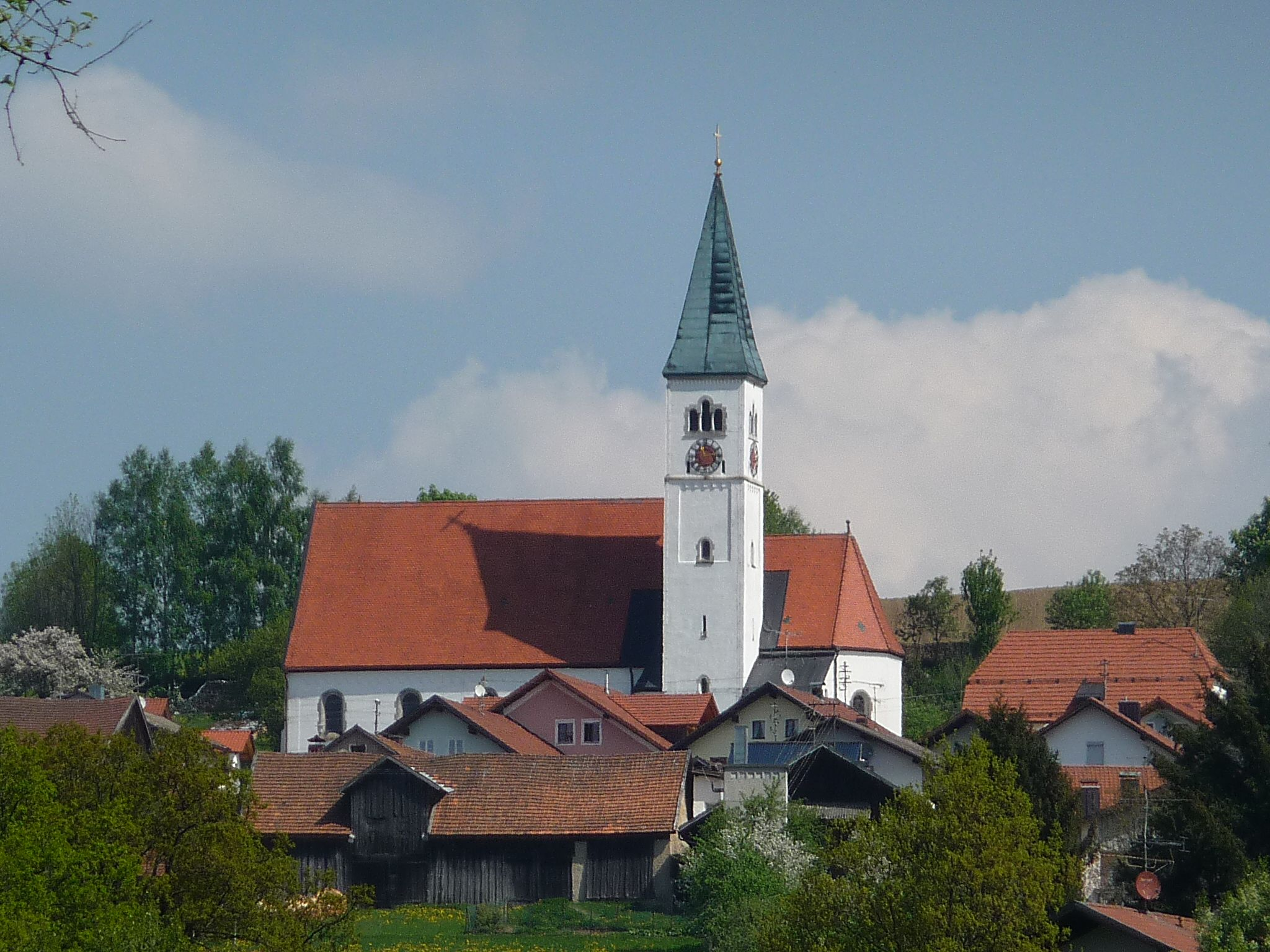
Pfarrkirche in Wildenranna

Auf dieser Seite sind die Baudenkmäler in dem niederbayerischen Markt Wegscheid zusammengestellt. Diese Tabelle ist eine Teilliste der Liste der Baudenkmäler in Bayern. Grundlage ist die Bayerische Denkmalliste, die auf Basis des Bayerischen Denkmalschutzgesetzes vom 1. Oktober 1973 erstmals erstellt wurde und seither durch das Bayerische Landesamt für Denkmalpflege geführt wird. Die folgenden Angaben ersetzen nicht die rechtsverbindliche Auskunft der Denkmalschutzbehörde.

## Ensembles

### Ensemble Ortskern Wildenranna
Das Ensemble zeigt in eindrucksvoller Klarheit eine nach einem großen Ortsbrand 1898 wieder aufgebaute Dorfanlage. 
Der Ort liegt an einem Hang über dem Rannatal im südlichen Bayerischen Wald. Die etwa vierzig Bauernanwesen ordnen sich dicht einem langen Anger zu, der sich vom Gasthaus im Osten bis zum Gemeindehaus im Westen ausdehnt und dessen unterer und oberer terrassenartiger Teil sich dem Gelände anpasst. Die nördliche Reihe der Anwesen liegt somit höher als die südliche. Die Höfe haben meist Hakenform; die meist 1898 wieder errichteten, durchgehend verputzten Wohnstallhäuser sind zwei-, auch eingeschossig und stehen mit den Giebeln zum Anger. Putzgliederungen, Granit-Türgewände und einige alte Haustüren sind einziger Schmuck der sonst schlichten Häuser. Rückwärts liegen hölzerne Stadel mit Ziegeldächern, die für das Ortsbild – besonders aus der Sicht von Süden – wesentliche Bedeutung haben. Den einzelnen Anwesen sind Obst- und Hausgärten nachgeordnet, auch der Anger selbst wird durch Bäume belebt. Der beherrschende Bau des Ensembles ist die hinter den Höfen, vor dem freien Höhenrücken, aufragende, 1904–06 in Formen der Romanik und Gotik erbaute Pfarrkirche.
Aktennummer: E-2-75-156-1

## Baudenkmäler nach Ortsteilen

### Wegscheid
| Lage                                            | Objekt                                 | Beschreibung | Akten-Nr.     | Bild                                   |
| ----------------------------------------------- | -------------------------------------- | --- | ------------- | -------------------------------------- |
| Kirchstraße 10 (Standort)                       | Wohnhaus                               | Dreigeschossiger und traufständiger Flachsatteldachbau mit Gesimsgliederungen, bezeichnet mit 1822 | D-2-75-156-1  | Wohnhaus                               |
| Kirchstraße 16 (Standort)                       | Torbogen                               | Bezeichnet mit dem Jahr 1866 | D-2-75-156-2  | Torbogen                               |
| Marktstraße (im Friedhof) (Standort)            | Sogenannte Wasserkapelle               | Polygonal schließender Halbwalmdachbau mit Schindeldach und Rahmengliederungen, bezeichnet mit 1770; mit Ausstattung | D-2-75-156-16 | weitere Bilder                         |
| Marktstraße 1 (Standort)                        | Rathaus, ehemaliges Landgericht        | Dreigeschossiger und traufständiger Satteldachbau mit Giebelmauern, 1822 | D-2-75-156-3  | Rathaus, ehemaliges Landgericht        |
| Marktstraße 7 (Standort)                        | Wohn- und Geschäftshaus                | Dreigeschossiger und giebelständiger Flachsatteldachbau mit Dachüberstand und alten Ladenfenstern mit eisernen Läden, bezeichnet mit 1824 | D-2-75-156-4  | Wohn- und Geschäftshaus                |
| Marktstraße 12 (Standort)                       | Torbogen                               | Bezeichnet mit dem Jahr 1864 | D-2-75-156-5  | Torbogen                               |
| Marktstraße 16 (Standort)                       | Ehemaliges Bezirksamt                  | Dreigeschossiger und firstparalleler Walmdachbau mit repräsentativem Granitsteinportal, 1905–1908 | D-2-75-156-7  | Ehemaliges Bezirksamt                  |
| Marktstraße 20 (Standort)                       | Haustür mit Türblatt und Gewände       | Spätbiedermeierlich, bezeichnet mit 1857 | D-2-75-156-8  | Haustür mit Türblatt und Gewände       |
| Marktstraße 30 (Standort)                       | Wohnhaus                               | Zweigeschossiger und giebelständiger Flachsatteldachbau mit Kniestock und seitlichen Stützbögen, um 1825 | D-2-75-156-9  | Wohnhaus                               |
| Marktstraße 31 (Standort)                       | Wohnhaus                               | Dreigeschossiger und traufständiger Flachsatteldachbau mit stichbogigen Öffnungen, gewölbter Hofdurchfahrt und toskanischer Säule am Nebenflügel, wohl 1. Viertel 19. Jahrhundert, Fassade Anfang 20. Jahrhundert überarbeitet Im Hof ehemalige eingeschossige Remise mit Bogenöffnungen über toskanischen Säulen, wohl 18. Jahrhundert | D-2-75-156-10 | Wohnhaus                               |
| Marktstraße 57 (Standort)                       | Wohnhaus                               | Zweigeschossiger und giebelständiger Halbwalmdachbau mit Kniestock, um 1800, Umbau und Aufstockung 1911 | D-2-75-156-14 | Wohnhaus                               |
| Marktstraße 70 (Standort)                       | Katholische Friedhofskapelle St. Anna  | Zentralbau mit Laterne, Westturm mit Zwiebelhaube, Pilastergliederungen und Vorzeichen, spätbarock, 1716 von Jakob Pawagner, Vorhalle 1850; mit Ausstattung | D-2-75-156-15 | weitere Bilder                         |
| Passauer Straße 20 (Standort)                   | Bildstock                              | Viergiebliges Kopfstück auf Polygonalpfeiler, Granit, 16./17. Jahrhundert | D-2-75-156-21 | Bildstock                              |
| Passauer Straße 3 (Standort)                    | Wohnhaus des Vierseithofes             | Zweigeschossiger Flachsatteldachbau in Ecklage mit verschindelter Westseite und Rundbogentor, wohl 18. Jahrhundert | D-2-75-156-17 | Wohnhaus des Vierseithofes             |
| Passauer Straße 5 (Standort)                    | Gasthaus zur Linde                     | Zweieinhalbgeschossiger Zweiflügelbau mit firstparallelen Flachwalmdächern, Westflügel an der Hofseite mit zugesetzten Arkaden, 17./18. Jahrhundert Stadel, traufständiger Flachsatteldachbau mit toskanischen Arkaden, gleichzeitig Hofeinfahrt mit Stichbogentor, 19. Jahrhundert                                                     | D-2-75-156-18 | Gasthaus zur Linde                     |
| Passauer Straße 13 (Standort)                   | Wohnhaus                               | Zweigeschossiger, traufständiger Satteldachbau, 1. Hälfte 19. Jahrhundert Türstock, nachgotisches Kragsturzportal, bezeichnet mit 1565 | D-2-75-156-19 | Wohnhaus                               |
| Passauer Straße 18 (Standort)                   | Wohnhaus                               | Zweigeschossiger und traufständiger Halbwalmdachbau mit verschindeltem Blockbau-Obergeschoss, 1. Hälfte 19. Jahrhundert | D-2-75-156-20 | Wohnhaus                               |
| Raiffeisenstraße, Kr PA 44; Lüßäcker (Standort) | Bildstock                              | Vierseitiges Rundbogengehäuse auf Rundpfeiler, Granit, bezeichnet mit 1736 | D-2-75-156-23 | Bildstock                              |
| Säumerweg (Standort)                            | Wegkapelle, sogenannte Johanniskapelle | Bildnische mit Pilastergliederungen und Gebälk, Rokoko, 18. Jahrhundert; mit Ausstattung; jetzt in holzverschaltem Rechteckbau als Chor einbezogen | D-2-75-156-26 | Wegkapelle, sogenannte Johanniskapelle |
| Säumerweg (Standort)                            | Bildstock                              | Viergiebliges Kopfstück auf Säule, Granit, wohl 17. Jahrhundert | D-2-75-156-25 | Bildstock                              |
| Säumerweg, Kreuzäcker (Standort)                | Bildstock                              | Vierseitiges Kielbogengehäuse mit zwei Wappenschildern auf Polygonalpfeiler, Granit, um 1500 | D-2-75-156-24 | Bildstock                              |

### Aiglsöd
| Lage                 | Objekt                        | Beschreibung | Akten-Nr.     | Bild                          |
| -------------------- | ----------------------------- | --- | ------------- | ----------------------------- |
| Aiglsöd 1 (Standort) | Bildstock                     | Vierseitiges Rundbogenkopfstück auf Säule, Granit, bezeichnet 1736                                                        | D-2-75-156-81 | Bildstock                     |
| Aiglsöd 5 (Standort) | Zugehörig kleiner Traidkasten | Freistehender Traidkasten, giebelständiger Obergeschoss-Blockbau mit vorschießendem Flachsatteldach, Ende 18. Jahrhundert | D-2-75-156-29 | Zugehörig kleiner Traidkasten |

### Eidenberg
| Lage                   | Objekt   | Beschreibung                                                                                                 | Akten-Nr.     | Bild     |
| ---------------------- | -------- | --- | ------------- | -------- |
| Eidenberg 6 (Standort) | Türsturz | Türsturz mit Zackenfries, Granit, bezeichnet mit 1822, Hoftor mit Kämpfer und Inschrift, bezeichnet mit 1832 | D-2-75-156-30 | Türsturz |

### Fronau
| Lage               | Objekt    | Beschreibung                                                                                          | Akten-Nr.     | Bild      |
| ------------------ | --------- | --- | ------------- | --------- |
| Steinöd (Standort) | Bildstock | Vierseitiges rundbogiges Kopfstück auf Säule, Granit, bezeichnet mit 1745, seit 1965 auf Felsensockel | D-2-75-156-31 | Bildstock |

### Hangerleiten
| Lage               | Objekt  | Beschreibung | Akten-Nr.     | Bild |
| ------------------ | ------- | --- | ------------- | ---- |
| Steinöd (Standort) | Kapelle | Alte Ausstattung der erneuerten Wegkapelle, 18. Jahrhundert (Wer kann Helfen? Die Koordinaten verweisen auf den Bildstock mit der Denkmalnummer D-2-75-156-31) | D-2-75-156-32 | BW   |

### Hochwinkl
| Lage                                    | Objekt                                | Beschreibung                                                                | Akten-Nr.     | Bild      |
| --------------------------------------- | ------------------------------------- | --------------------------------------------------------------------------- | ------------- | --------- |
| Nähe Hochwinkl, bei 16a (Standort)      | Bildstock                             | Kopfstück mit Satteldach auf Säule mit profiliertem Sockel, bezeichnet 1764 | D-2-75-156-82 | Bildstock |
| Hochwinkl 27; Nähe Hochwinkl (Standort) | Bildstock                             | Kopfstück mit Plinthe und Satteldach auf Säule, Granit, bezeichnet mit 1731 | D-2-75-156-34 | Bildstock |
| Steinberg (Standort)                    | Feldkreuz, sogenanntes Stiftbergkreuz | Kruzifixus im Dreinageltypus, Joseph Weidinger, Mitte 19. Jahrhundert       | D-2-75-156-79 | BW        |

### Hochwurz
| Lage                  | Objekt                   | Beschreibung | Akten-Nr.     | Bild                     |
| --------------------- | ------------------------ | --- | ------------- | ------------------------ |
| Hochwurz 1 (Standort) | Bildstock aus Thurnreuth | Satteldachgehäuse auf Säule, Granit, 17. Jahrhundert Bildstock, sogenannte Pestsäule, stichbogiges Kopfstück mit Kreuzaufsatz, auf profiliertem und ornamentiertem Pfeiler, bezeichnet mit 1741; Aufstellung modern | D-2-75-156-35 | Bildstock aus Thurnreuth |

### Kasberg
| Lage                                             | Objekt                                                | Beschreibung | Akten-Nr.     | Bild                        |
| ------------------------------------------------ | ----------------------------------------------------- | --- | ------------- | --------------------------- |
| Kasberg 17 b (Standort)                          | Bildstock                                             | Viergiebeliges Kopfstück auf Säule, Granit, bezeichnet 168(?)                                                                               | D-2-75-156-83 | Bildstock                   |
| Kasberg 20 (Standort)                            | Katholische Filialkirche Mariä Unbefleckte Empfängnis | Saalkirche mit eingezogener Polygonalapsis, Giebeldachreiter und Fassadenturm, Westseite verschindelt, neugotisch, 1857–58; mit Ausstattung | D-2-75-156-36 | weitere Bilder              |
| Kasberg 40 (Standort)                            | Wohnstall- und Ausnahmshaus                           | Eingeschossiger und giebelständiger Blockbau mit Flachdachsatteldach und Kniestock, bezeichnet mit 1840                                     | D-2-75-156-38 | Wohnstall- und Ausnahmshaus |
| Reuter, Feldweg 200 m südlich vom Ort (Standort) | Bildstock                                             | Kopfstück mit Satteldach auf Säule, Granit, bezeichnet mit 1639                                                                             | D-2-75-156-39 | Bildstock                   |

### Kleinrathberg
| Lage                          | Objekt  | Beschreibung                                            | Akten-Nr.     | Bild    |
| ----------------------------- | ------- | ------------------------------------------------------- | ------------- | ------- |
| Nähe Kleinrathberg (Standort) | Kapelle | Alte Ausstattung der neuen Kapelle, 15.–18. Jahrhundert | D-2-75-156-40 | Kapelle |

### Kramerschlag
| Lage                                      | Objekt    | Beschreibung                                                   | Akten-Nr.     | Bild      |
| ----------------------------------------- | --------- | -------------------------------------------------------------- | ------------- | --------- |
| St 2130, Straße nach Wegscheid (Standort) | Bildstock | Viergiebliges Kopfstück auf Säule, Granit, bezeichnet mit 1702 | D-2-75-156-41 | Bildstock |

### Krennerhäuser
| Lage                          | Objekt   | Beschreibung                                          | Akten-Nr.     | Bild     |
| ----------------------------- | -------- | ----------------------------------------------------- | ------------- | -------- |
| Nähe Krennerhäuser (Standort) | Wegkreuz | Im Dreinagel-Typus, mit Madonna, wohl 19. Jahrhundert | D-2-75-156-42 | Wegkreuz |

### Lacken
| Lage                 | Objekt                       | Beschreibung                                                             | Akten-Nr.     | Bild                         |
| -------------------- | ---------------------------- | ------------------------------------------------------------------------ | ------------- | ---------------------------- |
| Lacken 6 (Standort)  | Arma-Christi-Kreuz           | Dreinageltypus, bezeichnet mit 1833                                      | D-2-75-156-43 | Arma-Christi-Kreuz           |
| Lacken 16 (Standort) | Wohnhaus eines Vierseithofes | Eingeschossiger und giebelständiger Halbwalmdachbau, bezeichnet mit 1841 | D-2-75-156-44 | Wohnhaus eines Vierseithofes |

### Maierhof
| Lage                   | Objekt      | Beschreibung                                                                                  | Akten-Nr.     | Bild           |
| ---------------------- | ----------- | --------------------------------------------------------------------------------------------- | ------------- | -------------- |
| In Maierhof (Standort) | Dorfkapelle | Rechteckiger und giebelständiger Satteldachbau mit Blockbau-Kniestock, Anfang 19. Jahrhundert | D-2-75-156-45 | weitere Bilder |

### Meßnerschlag
| Lage                         | Objekt                                  | Beschreibung | Akten-Nr.     | Bild                                    |
| ---------------------------- | --------------------------------------- | --- | ------------- | --------------------------------------- |
| Meßnerschlag 1 (Standort)    | Bauernhaus                              | Eingeschossiger und giebelständiger Halbwalmdachbau mit Putzgliederungen, bezeichnet mit 1877 | D-2-75-156-46 | Bauernhaus                              |
| Meßnerschlag 14 (Standort)   | Bauernhaus                              | Stattlicher zweigeschossiger und giebelständiger Halbwalmdachbau mit Dachüberstand und Putzgliederungen, bezeichnet mit 1889 | D-2-75-156-47 | Bauernhaus                              |
| Meßnerschlag 22 (Standort)   | Wohnhaus eines ehemaligen Vierseithofes | Zweigeschossiger und traufständiger Flachsatteldachbau mit Dachvorschuss, traufseitigem Balkon und Putzgliederungen, die Westseite in Quadermauerwerk, Mitte 19. Jahrhundert Stadel, giebelständiger Ständerbau mit Halbwalm, hofseitigem Traufbalkon und Bruchsteinsockel, 2. Viertel 19. Jahrhundert | D-2-75-156-48 | Wohnhaus eines ehemaligen Vierseithofes |
| Meßnerschlag 29 (Standort)   | Hofkreuz                                | Arma-Christi-Kreuz im Dreinagel-Typus mit Assistenzfiguren, in der Art des Joseph Weidinger, 19. Jahrhundert | D-2-75-156-51 | Hofkreuz                                |
| in Meßnerschlag (Standort)   | Marterl und Sitzbank                    | Gusseisenkreuz im Viernageltypus mit Schmerzensmutter auf ornamentiertem Granitsockel, bezeichnet 1873 | D-2-75-156-87 | Marterl und Sitzbank                    |
| Nähe Meßnerschlag (Standort) | Bildstock                               | Satteldachgehäuse auf Säule, Granit, bezeichnet mit "1706" | D-2-75-156-53 | Bildstock                               |

### Meßnerschlagerwaide
| Lage                                | Objekt             | Beschreibung                                                                              | Akten-Nr.     | Bild               |
| ----------------------------------- | ------------------ | ----------------------------------------------------------------------------------------- | ------------- | ------------------ |
| Meßnerschlagerwaide 6 (Standort)    | Wohnstallhaus      | Eingeschossiger und giebelständiger Flachsatteldachbau mit Kniestock, bezeichnet mit 1809 | D-2-75-156-54 | Wohnstallhaus      |
| Meßnerschlagerwaide 8 (Standort)    | Hofkreuz           | Dreinageltypus mit Assistenzfiguren, in der Art des Joseph Weidinger, 19. Jahrhundert     | D-2-75-156-55 | Hofkreuz           |
| Nähe Meßnerschlagerwaide (Standort) | Feldkapelle        | Giebelständiger Satteldachbau, bezeichnet mit 1831                                        | D-2-75-156-57 | Feldkapelle        |
| Kühzogel (Standort)                 | Arma-Christi-Kreuz | Dreinageltypus mit Assistenzfiguren, 1. Hälfte 19. Jahrhundert                            | D-2-75-156-56 | Arma-Christi-Kreuz |

### Niederwegscheid
| Lage                                               | Objekt    | Beschreibung                                                              | Akten-Nr.     | Bild      |
| -------------------------------------------------- | --------- | ------------------------------------------------------------------------- | ------------- | --------- |
| Niederwegscheid 6 (Standort)                       | Dorfkreuz | Gehäuse mit überlebensgroßem Kruzifix im Dreinageltypus, wohl Renaissance | D-2-75-156-58 | Dorfkreuz |
| Nähe Niederwegscheid, bei Haus Nummer 6 (Standort) | Bildstock | Viergiebliges Kopfstück auf Säule, Granit, bezeichnet mit 1701            | D-2-75-156-59 | Bildstock |

### Obermühle
| Lage                   | Objekt | Beschreibung | Akten-Nr.     | Bild  |
| ---------------------- | ------ | --- | ------------- | ----- |
| Obermühle 1 (Standort) | Mühle  | Hauptbau der Obermühle, zweigeschossiger Halbwalmdachbau mit Putzdekor, stichbogigen Öffnungen und skulptiertem Portal, bezeichnet mit 1867 | D-2-75-156-60 | Mühle |

### Pölzöd
| Lage                | Objekt                       | Beschreibung | Akten-Nr.     | Bild           |
| ------------------- | ---------------------------- | --- | ------------- | -------------- |
| Pölzöd 1 (Standort) | Ehemaliger Gasthof Oberneder | Zweigeschossiger und giebelständiger Flachsatteldachbau mit Dachvorschuss, Querflügel mit Kniestock und reichem Fassadendekor, 1. Hälfte 19. Jahrhundert, alter Türstock bezeichnet mit 1640, Hofmauer mit korbbogigem Tor, bezeichnet mit 1818 | D-2-75-156-62 | weitere Bilder |
| Pölzöd 2 (Standort) | Dorfkapelle                  | Polygonal schließender Satteldachbau mit Putzrahmen, neugotisch, Ende 19. Jahrhundert | D-2-75-156-61 | Dorfkapelle    |

### Schlatthäusl
| Lage                                                     | Objekt    | Beschreibung                                                   | Akten-Nr.     | Bild      |
| -------------------------------------------------------- | --------- | -------------------------------------------------------------- | ------------- | --------- |
| Südwestlich Schlatthäusl an der Wegabzweigung (Standort) | Bildstock | Viergiebliges Kopfstück auf Säule, Granit, bezeichnet mit 1695 | D-2-75-156-63 | Bildstock |

### Schönau
| Lage                  | Objekt                  | Beschreibung                                                                              | Akten-Nr.     | Bild           |
| --------------------- | ----------------------- | ----------------------------------------------------------------------------------------- | ------------- | -------------- |
| In Schönau (Standort) | Historische Ausstattung | Der modernen Dorfkapelle Arma-Christi-Kreuz, 19. Jahrhundert, Muttergottes-Figur, um 1500 | D-2-75-156-64 | weitere Bilder |

### Steindlbach
| Lage                                            | Objekt                          | Beschreibung                                                                             | Akten-Nr.     | Bild           |
| ----------------------------------------------- | ------------------------------- | ---------------------------------------------------------------------------------------- | ------------- | -------------- |
| Thalberger Wiesen, bei Steindlbach 1 (Standort) | Weg- und Votivkapelle St. Maria | Verschindelter Holzbau auf Bruchsteinsockel, mit Dachreiter und Vordach, bezeichnet 1945 | D-2-75-156-89 | weitere Bilder |

### Steinmühl
| Lage                   | Objekt                      | Beschreibung                                                                          | Akten-Nr.     | Bild           |
| ---------------------- | --------------------------- | ------------------------------------------------------------------------------------- | ------------- | -------------- |
| Steinmühl 2 (Standort) | Hauptgebäude der Steinmühle | Stattlicher zweigeschossiger und giebelständiger Mansarddachbau, wohl 1802 neu erbaut | D-2-75-156-66 | weitere Bilder |

### Stiermühl
| Lage                                        | Objekt   | Beschreibung                                                                                            | Akten-Nr.     | Bild     |
| ------------------------------------------- | -------- | --- | ------------- | -------- |
| Holzäcker, Straße nach Wegscheid (Standort) | Wegkreuz | Schmiedeeisenkreuz in griechischer Form auf Rundsockel mit gestuftem Kapitell, wohl spätmittelalterlich | D-2-75-156-67 | Wegkreuz |

### Stüblhäuser
| Lage                      | Objekt  | Beschreibung                | Akten-Nr.     | Bild    |
| ------------------------- | ------- | --------------------------- | ------------- | ------- |
| Haus Nummer 11 (Standort) | Kapelle | um 1920; bei Haus Nummer 11 | D-2-75-156-68 | Kapelle |

### Thalberg
| Lage                       | Objekt                                               | Beschreibung | Akten-Nr.     | Bild           |
| -------------------------- | ---------------------------------------------------- | --- | ------------- | -------------- |
| Am Badeweiher 8 (Standort) | Einfirsthof                                          | Eineinhalbgeschossiger Flachsatteldachbau mit verschaltem Blockbau-Oberteil, Ende 18. Jahrhundert | D-2-75-156-71 | Einfirsthof    |
| Thalberg 4 (Standort)      | Ehemaliger Pfarrhof                                  | Neuromanischer Zwiehof, um 1895, wohl von Johann Baptist Schott Ehemaliges Pfarrhaus, zweigeschossiger und giebelständiger Satteldachbau mit rundbogigen Öffnungen, Lisenen und Blendarkaden, Quader- und Bruchstein, Westseite verschindelt Ehemaliger Stadel, giebelständiger Satteldachbau aus Bruchstein, mit Reststück der Hofmauer         | D-2-75-156-70 | weitere Bilder |
| Thalberg 6 (Standort)      | Katholische Pfarrkirche Unbefleckte Empfängnis Mariä | Teilverschindelte Saalkirche mit eingezogenem, halbrund schließendem Chor, Chorflankenturm, Vorzeichen, Sakristei unter Pultdach, neuromanisch, 1893–94 von Johann Baptist Schott, Vorzeichen jünger; mit Ausstattung Friedhofsmauer, Bruchstein, gleichzeitig Friedhofskreuz im Viernageltypus, Gusseisen auf Granitsockel, bezeichnet mit 1897 | D-2-75-156-69 | weitere Bilder |
| Thalbergfeld (Standort)    | Bildstock                                            | Rundbogig schließende Bildnische auf gebauchtem Sockel mit dreistufigem Unterbau, Reliefdekor, Granit, bezeichnet 1776 (in Ligatur); mit Ausstattung | D-2-75-156-88 | Bildstock      |

### Thurnreuth
| Lage                         | Objekt    | Beschreibung                                                              | Akten-Nr.     | Bild |
| ---------------------------- | --------- | ------------------------------------------------------------------------- | ------------- | ---- |
| Am Kirchenfeld 22 (Standort) | Bildstock | Bildnische mit Kielbogen auf achteckigem Pfeiler, Granit, 16. Jahrhundert | D-2-75-156-72 | BW   |

### Wildenranna
| Lage                    | Objekt                                         | Beschreibung                                                                   | Akten-Nr.     | Bild           |
| ----------------------- | ---------------------------------------------- | ------------------------------------------------------------------------------ | ------------- | -------------- |
| Garnerfeld (Standort)   | Bildstock                                      | Kopfstück mit Satteldach auf Säule, Granit, bezeichnet mit 1686                | D-2-75-156-75 | Bildstock      |
| Kirchenweg 7 (Standort) | Katholische Pfarrkirche Maria Schmerzensmutter | Historisierender Bau in Formen der Romanik und Gotik, 1904–06; mit Ausstattung | D-2-75-156-74 | weitere Bilder |

### Winklhammer
| Lage                     | Objekt   | Beschreibung                                       | Akten-Nr.     | Bild     |
| ------------------------ | -------- | -------------------------------------------------- | ------------- | -------- |
| Winklhammer 1 (Standort) | Hofkreuz | Kruzifixus im Dreinageltypus, gotisierend, um 1800 | D-2-75-156-76 | Hofkreuz |

### Wippling
| Lage                  | Objekt     | Beschreibung                                                                                                | Akten-Nr.     | Bild       |
| --------------------- | ---------- | --- | ------------- | ---------- |
| Wippling 1 (Standort) | Bauernhaus | Zweigeschossiger und traufständiger Flachsatteldachbau und reichem Stuckdekor, bezeichnet mit 1850 und 1957 | D-2-75-156-77 | Bauernhaus |

## Ehemalige Baudenkmäler
In diesem Abschnitt sind Objekte aufgeführt, die früher einmal in der Denkmalliste eingetragen waren, jetzt aber nicht mehr. Objekte, die in anderem Zusammenhang also z. B. als Teil eines Baudenkmals weiter eingetragen sind, sollen hier nicht aufgeführt werden. Aktennummern in diesem Abschnitt sind ehemalige, jetzt nicht mehr gültige Aktennummern.

| Lage                                                 | Objekt                                   | Beschreibung                                                                         | Akten-Nr.     | Bild |
| ---------------------------------------------------- | ---------------------------------------- | ------------------------------------------------------------------------------------ | ------------- | ---- |
| Wegscheid Marktstraße 14 (Standort)                  | Türgewände                               | Bezeichnet mit dem Jahr 1816                                                         | D-2-75-156-6  | BW   |
| Wegscheid Marktstraße 49 (Standort)                  | Türgewände                               | Um 1823                                                                              | D-2-75-156-11 | BW   |
| Wegscheid Marktstraße 53 (Standort)                  | Türgewände                               | Um 1823                                                                              | D-2-75-156-12 | BW   |
| Wegscheid Marktstraße 55 (Standort)                  | Türgewände                               | 1823                                                                                 | D-2-75-156-13 | BW   |
| Wegscheid Rosengasse 1 (Standort)                    | Türgewände                               | Bezeichnet mit dem Jahr 1674                                                         | D-2-75-156-22 | BW   |
| Wegscheid Sattlerstraße ()                           | Türgewände                               | Bezeichnet mit dem Jahr 1866                                                         | D-2-75-156-27 |      |
| Aiglsöd 2 (Standort)                                 | Zugehöriger kleiner Traidkasten          | Freistehender Traidkasten mit Flachdach und Giebelschrot, 2. Viertel 19. Jahrhundert | D-2-75-156-28 | BW   |
| Hochwinkl 24 (Standort)                              | Zugehörig freistehender Traidkasten      | Mit Steilsatteldach, 1. Drittel 19. Jahrhundert                                      | D-2-75-156-33 | BW   |
| Kasberg Haus Nummer 16? (Standort)                   | Kleinbauernhaus                          | Verschalter bzw. verschindelter Blockbau, 18. Jahrhundert, Dach später               | D-2-75-156-37 | BW   |
| Meßnerschlag Meßnerschlag Haus Nummer 23? (Standort) | Ausnahmshaus                             | Eingeschossig mit Flachdach, bezeichnet mit dem Jahr 1856                            | D-2-75-156-49 | BW   |
| Meßnerschlag Meßnerschlag 26 (Standort)              | Einfirsthof                              | Mit Flachdach, eingeschossig, im Kern Anfang 19. Jahrhundert                         | D-2-75-156-50 | BW   |
| Meßnerschlag Meßnerschlag 31 (Standort)              | Bauernhaus (Altbau)                      | Verschindelter Blockbau mit Flachdach, 2. Hälfte 18. Jahrhundert                     | D-2-75-156-52 | BW   |
| Schlehreut ()                                        | Feldkreuz, sogenanntes „Schlehreutkreuz“ | bemalter Blechkruzifixus, 19. Jahrhundert, Holzkreuz älter                           | D-2-75-156-78 |      |
| Sperlbrunn Haus Nummer 25? ()                        | Ehemaliges Gasthaus                      | Satteldachbau, 1840                                                                  | D-2-75-156-65 |      |
| Wildenranna Dorfstraße 5 (Standort)                  | Zugehöriger Traidkasten                  | Blockbau, 1. Drittel 19. Jahrhundert                                                 | D-2-75-156-73 | BW   |